# São José dos Ramos
São José dos Ramos é um município brasileiro do estado da Paraíba, localizado na Região Geográfica Imediata de Itabaiana. Sua área territorial é de 98,231 km² e sua população foi estimada em 5 957 habitantes, conforme dados do IBGE de 2019.

## História
Criado em 30 de julho de 1979 como distrito com a denominação de São José do Pilar, pela Lei Estadual n°4087, anexado ao município de Pilar. Elevado à categoria de município com a denominação de José do Pilar, pela Lei Estadual n°5897, em 29 de abril de 1994, desmembrado dos municípios de Caldas Brandão, Pilar e Gurinhém. Teve seu nome alterado para São José dos Ramos, pela Lei Estadual n°5897, de 29 de abril de 1994.

## Turismo e Festividades
O município é considerado a Capital da Vaquejada, por possuir diversos eventos anuais incluindo o esporte de hípica. Também é famoso pela "Festa do Padroeiro São José" que atrai mais de centenas de visitantes por ano.[carece de fontes?]